# Linda Jambo
Linda Jambo (geb. 1987) ist eine malawische Schachspielerin. Seit 2015 trägt sie den FIDE-Titel einer FIDE-Meisterin der Damen (WFM).
Jambo nahm mit der malawischen Frauen-Nationalmannschaft in den Jahren 2010 und 2016 an Schacholympiaden teil und erzielte aus insgesamt 20 Partien 10 Punkte. Den WFM-Titel erhielt sie für ihr Ergebnis beim Zonenturnier der Damen im Jahre 2015 in Blantyre, Malawi. Beim Zonenturnier 2017 in Livingstone, Sambia, kam sie mit 2 Punkten aus 9 Runden, darunter einem Punkt durch ein Freilos, auf Platz 13.
Ihre Elo-Zahl beträgt 1524 (Stand: Januar 2018), sie liegt damit auf dem ersten Platz der malawischen Elo-Rangliste der Damen. Ihre höchste Elo-Zahl betrug 1561 im Juni 2016.
Jambo hat einen Abschluss der Universität Mzuzu und arbeitet bei der National Bank of Malawi.